# Cronologia dos Jogos Olímpicos de Verão de 1900
Esta é uma cronologia dos Jogos Olímpicos de Verão de 1900 em Paris, França.

## Maio
- 14 de maio: O primeiro evento dos Jogos é a primeira rodada do Florete masculino da esgrima.[1][2]
- 21 de maio: Ramón Fonst torna-se o primeiro campeão olímpico de Cuba, no torneio de espada de esgrima.[1][3]
- 22 de maio: Hélène de Pourtalès, da Suíça, torna-se a primeira mulher a competir e a primeira campeã olímpica no torneio da classe de 1-2 T com sua equipe mista.[2][4][5]

## Julho
- 6 de julho: As eliminatórias de duplas mistas e simples feminino do tênis são os primeiros eventos femininos de todos os Jogos Olímpicos de Verão.[6]
- 11 de julho: A inglesa Charlotte Cooper torna-se a primeira mulher campeã olímpica da história, no tênis, no torneio de simples feminino e em duplas mistas.[7]

## Setembro
- 23 de setembro: O Upton Park F.C., da Grã-Bretanha, conquista a primeira medalha de ouro ao vencer o U.S.F.S.A., da França, por 4 a 0 no torneio de futebol.[8]

## Outubro
- 28 de outubro: O último evento dos Jogos é a partida do rugby masculino entre a França e a Grã-Bretanha.[9][10]